# 長谷川芳明
長谷川 芳明（はせがわ よしあき、1984年10月21日 - ）は、日本の声優、俳優。東京都出身。アクロス エンタテインメント所属。

## 経歴
映画『地雷を踏んだらサヨウナラ』を見たことがきっかけで舞台の養成所に入所し、俳優として活動を行っていたが、フリー時代にアクロス エンタテインメントを紹介されたことで2010年から同事務所に所属し、声優活動も行うようになったという。デビューはラジオドラマの『あ、安部礼司〜BEYOND THE AVERAGE』。

## 人物
特技はボクシング、走り高飛び、バク転。
資格は普通自動車免許、自動二輪免許、大型自動二輪免許。

## 出演
太字はメインキャラクター。

### テレビアニメ
2011年
- 灼眼のシャナIII-FINAL-（“殊寵の鼓”トラロック）

2012年
- あっちこっち（男子生徒A）
- この中に1人、妹がいる!（男子生徒B）

2013年
- D.C.III 〜ダ・カーポIII〜（男）

2014年
- ガンダム Gのレコンギスタ（職員、ルアン）
- 神撃のバハムート GENESIS（騎士）
- 大図書館の羊飼い（客）
- のうりん（生徒）
- 幕末Rock
- 鬼灯の冷徹（2014年 - 2018年、烏天狗、蜂巣、禊萩、奪魂鬼、カカポ 他） - 3シリーズ
- 魔法少女大戦（モブ父）

2015年
- 青春×機関銃（警官）
- うたの☆プリンスさまっ♪ マジLOVEレボリューションズ（記者）
- デュエル・マスターズ VSR（2015年 - 2016年、ドン・サボデ、禁断Cマーモ、レッドローズ、超不死デスマトメル 他）
- ローリング☆ガールズ（ケン、泥棒、愛知テンムス団員、大伴組員、村人 他）
- ワンパンマン（2015年 - 2019年、ヒーロー協会職員、カマキュリー、マツゲ、シババワの付き人、ジェットナイスガイ 他） - 2シリーズ

2016年
- カードファイト!! ヴァンガードG シリーズ（2016年 - 2018年、江西サトル） - 4シリーズ
- 3月のライオン（棋士）
- ハンドレッド（如月ハヤト）
- B-PROJECT〜鼓動*アンビシャス〜（スタッフA）
- 迷家-マヨイガ-（美影ユラ、男）

2017年
- チェインクロニクル 〜ヘクセイタスの閃〜（アインスロット）
- ACCA13区監察課（ファルコ、ファーマス支部駐在員、スイツ支部局員、アナウンサー、区民 他）
- 王室教師ハイネ（王室教師、執事、男性客、大学内の男）
- 賭ケグルイ（男子生徒）
- ようこそ実力至上主義の教室へ（2017年 - 2022年、小宮叶吾） - 2シリーズ
- 地獄少女 宵伽（秋山真一郎）
- 神撃のバハムート VIRGIN SOUL（漆黒兵、兵士）
- 魔法使いの嫁（2017年 - 2023年、アシスタント、ジャスパー、住民、村人、ニコラス 他） - 2シリーズ
- キノの旅 -the Beautiful World- the Animated Series（兵士B）

2018年
- デビルズライン（TVアナウンサー、刑事）
- 妖怪ウォッチ シャドウサイド（2018年 - 2019年、月浪トウマ、死神1、カイト、業者の青年）
- 邪神ちゃんドロップキック（警官B）
- つくもがみ貸します（源義経）
- FAIRY TAIL（ジェローム）

2019年
- 荒野のコトブキ飛行隊（ミゲル）
- ブギーポップは笑わない（安能慎二郎、ピエロ、タケシ）
- エガオノダイカ（ヒルシュ分隊長）
- 鬼滅の刃（隠）
- 消滅都市（客B、プロデューサー）
- キラッとプリ☆チャン（審査員）
- ヴィンランド・サガ（男〈逃亡奴隷〉、ハーコン、アシェラッド傭兵団員、ジャバザ軍伝令、ゴルムの村 村人 他）
- とある科学の一方通行（研究員）
- キャロル&チューズデイ（デヴィッド）
- 慎重勇者〜この勇者が俺TUEEEくせに慎重すぎる〜（兵士、負傷した兵士）
- あひるの空（2019年 - 2020年、ゲンの仕事仲間、北住部員）

2020年
- ファンタシースターオンライン2 エピソード・オラクル（アークス）
- number24（部員）
- ポチっと発明 ピカちんキット（モデラーの人）
- グレイプニル（虻川）
- 白猫プロジェクト ZERO CHRONICLE（白の騎士A）
- GREAT PRETENDER（男）
- 憂国のモリアーティ（2020年 - 2021年、労働者A、ハリー） - 2シリーズ

2021年
- EDENS ZERO（2021年 - 2023年、ニパの子分、モラ） - 2シリーズ
- Sonny Boy（コウモリ先輩）
- プラオレ!〜PRIDE OF ORANGE〜（佐藤想）

2022年
- Engage Kiss（三上テツヤ）
- VAZZROCK THE ANIMATION（久慈川悠人）

2023年
- HIGH CARD（カーター）

2024年
- 薬屋のひとりごと（2024年 - 2025年、右叫、武官） - 2シリーズ
- 月が導く異世界道中 第二幕（レフト）

### 劇場アニメ
- 屍者の帝国（2015年）
- 劇場版 FAIRY TAIL -DRAGON CRY-（2017年、白虎隊員）
- 劇場版 王室教師ハイネ（2019年、執事）
- Gのレコンギスタ I - III（2019年 - 2021年、メカマン、ルアン） - 3作品
- シドニアの騎士 あいつむぐほし（2021年、浜形班）
- THE FIRST SLAM DUNK（2022年、松本稔）

### OVA
- 学園ハンサム The Animation（2015年、審判）
- 鬼灯の冷徹（2015年 - 2020年、烏天狗警察、店員、係員、男幽霊、男亡者） - コミックス第17・18・19・29・30巻DVD付き限定版
- 魔法使いの嫁 星待つひと（2016年、少女の父親） - コミックス第6巻アニメーションDVD付き特装版

### Webアニメ
- ニンジャスレイヤー フロムアニメイシヨン（2015年、ナラキ）

### ゲーム
2012年
- PROJECT X ZONE（お宝カイコ、ガットゥーゾ、ゾンビ〈赤〉）

2015年
- ぷよぷよ!!クエスト（2015年 - 2018年、デーモンサーバント、インキョウ）
- PROJECT X ZONE 2:BRAVE NEW WORLD（シュトゥルムJr.、ウスタナク、ウーズ、トライコーン、ピンサー、ギガマウス、アペティーター、悪天狗、業天狗、十五、五十五）
- 夢王国と眠れる100人の王子様（アルデバラン）

2016年
- バンドやろうぜ!
- 一血卍傑-ONLINE-（コンピラ、サンネンネタロウ、セミマル）

2017年
- パラノーマルキス -Paranormal Kiss-（謎のきぐるみ集団）

2018年
- プリンセスコネクト！Re:Dive（観光客）

2019年
- 妖怪ウォッチ4 ぼくらは同じ空を見上げている / 4++（月浪トウマ、玄冬）
- 妖怪ウォッチ ぷにぷに（玄冬、不ドウマ）

2020年
- SAMURAI SPIRITS（風間蒼月） - DLC追加キャラクター

2021年
- 鬼滅の刃 ヒノカミ血風譚

### ドラマCD
- ゴミ溜めPEACE（客1）
- SolidS ドラマCD第2巻「-Two of a kind.-」（カメラマン）
- ハンドレッド（如月ハヤト[4][18]） - 第8巻・第10巻ドラマCD付き限定特装版

#### BLCD
- 俺と上司の恋の話（伊勢崎明[19]）
- なんか、淫魔に憑かれちゃったんですけど（大豆生田）
  - なんか、淫魔が見えちゃってるんですけど

### ラジオドラマ
- 「NISSAN あ、安部礼司〜BEYOND THE AVERAGE」エフエム東京（向井山理人、南総カズヤ）

### デジタルコミック
- J:COM オン デマンド・ビデオパス モーションコミック「虎と狼」（2013年、河田）
- J:COM オン デマンド・ビデオパス モーションコミック「ヤスコとケンジ」（2014年、椿純）
- 勝利の女神だって野球したい!（2014年 - 2015年）[20]

### 吹き替え
- glee5（ストーナー・ブレット・ブコウスキー）
- The Biing ring（配達人、男子生徒）
- スターシップ・トゥルーパーズ インベイジョン（チャウ / ヨセフ、チョー兵長）
- ミュータント・タートルズ（門番兵士1）
- 12ROUNDS2 RELOADED（フロント係）
- ハンニバル1（警察無線 他）
- RAY DONOVAN（マーヴィン・ゲイ・ワシントン）
- ラストワールド（アンディ）

### ナレーション
- 森田一義アワー 笑っていいとも!「完全予約制!?ホメホメビューティーサロン」「女性のハートをつかめてる!?キュンキュン選挙」

### ラジオ
- 迷家‐マヨイガ‐「納鳴村 村役場広報課」（音泉：2016年6月30日、回替わりパーソナリティ）
- goodbye monday（stand.fm、2021年 - ）

### テレビドラマ
- 東京少女「君の歌（後編）」（2008年5月、BS-i〈現・BS-TBS〉）※水沢エレナ 主演（2008年5月期）
- 金曜ナイト劇場 帝王 (漫画)（2009年7月 - 9月、毎日放送・TBS）

### テレビ番組
- 浪川大輔のヤバい!たのしくなってきちゃった!（2013年、アニメシアターX）※ゲスト

### 映画
- CONTACT（2005年、監督：セッキー・チェン）
- 踊るやくざ（2005年、監督：友松直之）※Vシネマ
- 学校の階段（2007年4月28日、監督・脚本：佐々木浩久、アンプラグド）
- 0093女王陛下の草刈正雄（2007年10月13日、監督：篠崎誠、エム・エフボックス）
- 子猫の涙（2008年1月26日、監督・脚本：森岡利行、トルネード・フィルム）
- 252 生存者あり（2008年12月6日、監督・脚本：水田伸生、ワーナー・ブラザース映画）
- 女の子ものがたり（2009年8月29日、監督・脚本：森岡利行、IMJエンタテインメント・エイベックス・エンタテインメント）
- 劇場版 ミューズの鏡〜マイプリティドール〜（2012年9月29日、監督・脚本：福田雄一、松竹）

### 携帯ドラマ
- 恋する血液型 2nd season（2008年）
- Sweets Jewel presents「Sweet Seventeen Musical」（2010年）

### 舞台
2005年
- 「ジプシー」作/横内謙介
- 「千林大宮レッドストッキングス」

2007年
- 「心は孤独なアトム」作・演出/森岡利行
- 「皆殺しの天使」作・演出/森岡利行
- 「暗闇のレクイエム」作・演出/森岡利行

2008年
- ビックフェイス「笑う女。笑われる男8 希望戦隊カルメンジャー 第18話「嘘から出た真」の巻」作・演出/伊沢弘 両国シアターΧ（カイ）
- "STRAYDOG"Produce「心は孤独なアトム」作・演出/森岡利行 新宿シアターアプル
- 「母の桜が散った夜」作・演出/森岡利行
- スタンダードソングエンタテイメントPresentsアクションXダンスバージョン「真田風雲録」
- 作/福田善之(ハヤカワ演劇文庫「真田風雲録」より) 構成・演出/宇治川まさなり

2009年
- 「バンク・バン・レッスン」作/高橋いさを 演出/中西良太
- "STRAYDOG"Produce「路地裏の優しい猫」作・演出/森岡利行 新国立劇場・小劇場

2011年
- 「流れる雲よ」@新国立劇場　小劇場
- 劇団一番旗揚げ公演「ストライクバッカーズ」演出/金田誠一郎 脚本/渡辺浩彰（VODALES）

2012年
- Stylish shine!! PROJECT Vol.2「Re-miniscence」

2014年
- Yプロジェクト「デジャブの春」
- YoshiyaOkoyamawisePresents 1stAct 映像×朗読劇「桜雪～ある雪女の物語～」 - 正樹 役

2020年
- 朗読劇「ブライト・プリズン -学園の美しき生け贄-」 - 椿 役
- オリジナル朗読劇「羊たちの標本／再演」 - 瑠璃 役

2020年
- 朗読劇「ブライト・プリズン -学園の禁じられた蜜事-」 - 椿 役

### DVD
- 浪川大輔のママチャリ号、GO!
- VAZZROCK LIVE 2018

## ディスコグラフィ

### キャラクターソング
| 発売日   | 商品名                                                                                     | 歌                                                                   | 楽曲                                                             | 備考                                                      |
| 2016年   | 2016年                                                                                     | 2016年                                                               | 2016年                                                           | 2016年                                                    |
| -------- | ------------------------------------------------------------------------------------------ | -------------------------------------------------------------------- | ---------------------------------------------------------------- | --------------------------------------------------------- |
| 9月28日  | ハンドレッドバトルソングシリーズ01                                                         | ハヤト（長谷川芳明）、フリッツ（羽多野渉）                           | 「DIAMOND STAR」                                                 | テレビアニメ『ハンドレッド』関連曲                        |
| 9月28日  | ハンドレッドバトルソングシリーズ01                                                         | ハヤト（長谷川芳明）、カレン（奥野香耶）                             | 「SWEET PRINCESS」                                               | テレビアニメ『ハンドレッド』関連曲                        |
| 2018年   |                                                                                            |                                                                      |                                                                  |                                                           |
| 5月23日  | カードファイト!! ヴァンガードG NEXT DVD-BOX 上 キャラクターソングCD                        | ハイメフラワーズ                                                     | 「雨のちBlooming Smile♪」                                        | テレビアニメ『カードファイト!! ヴァンガードG NEXT』関連曲 |
| 8月17日  | VAZZROCK ユニットソング2 ROCK DOWN vol.1 -始動-                                            | ROCK DOWN                                                            | 「ROCK DOWN」 「優しい世界」 「孤独のVampire」                   | キャラクターCD『VAZZROCK』関連曲                          |
| 8月31日  | VAZZROCK bi-colorシリーズ7 小野田翔-diamond-                                               | 小野田翔（菊池幸利）、久慈川悠人（長谷川芳明）                       | 「ZERO」                                                         | キャラクターCD『VAZZROCK』関連曲                          |
| 9月28日  | VAZZROCK bi-colorシリーズ8 久慈川悠人-sapphire-                                            | 久慈川悠人（長谷川芳明）                                             | 「いろはに想ひ唄」                                               | キャラクターCD『VAZZROCK』関連曲                          |
| 9月28日  | VAZZROCK bi-colorシリーズ8 久慈川悠人-sapphire-                                            | 久慈川悠人（長谷川芳明）、天羽玲司（佐藤拓也）                       | 「Answer」                                                       | キャラクターCD『VAZZROCK』関連曲                          |
| 2019年   |                                                                                            |                                                                      |                                                                  |                                                           |
| 8月30日  | VAZZROCK bi-colorシリーズ2ndシーズン3 吉良凰香-pearl×sapphire-                             | 吉良凰香（小林裕介）、久慈川悠人（長谷川芳明）                       | 「Breakthrough」                                                 | キャラクターCD『VAZZROCK』関連曲                          |
| 9月27日  | VAZZROCK bi-colorシリーズ2ndシーズン4 久慈川悠人-sapphire×ruby-                            | 久慈川悠人（長谷川芳明）                                             | 「いにしえ、蒼き空」                                             | キャラクターCD『VAZZROCK』関連曲                          |
| 9月27日  | VAZZROCK bi-colorシリーズ2ndシーズン4 久慈川悠人-sapphire×ruby-                            | 久慈川悠人（長谷川芳明）、築一紗（山中真尋）                         | 「閃光、花火。」                                                 | キャラクターCD『VAZZROCK』関連曲                          |
| 2020年   |                                                                                            |                                                                      |                                                                  |                                                           |
| 6月26日  | VAZZROCK play of colorシリーズ3 いつかの話を君としよう                                     | 築二葉（白井悠介）、久慈川悠人（長谷川芳明）、大黒岳（増元拓也）     | 「DIVE」 「POKER FACE!!」                                        | キャラクターCD『VAZZROCK』関連曲                          |
| 10月30日 | VAZZROCK COLORシリーズ [-RED-] Paint the town red                                          | ROCK DOWN                                                            | 「Deep Scar 〜告解の羊〜」                                       | キャラクターCD『VAZZROCK』関連曲                          |
| 10月30日 | VAZZROCK COLORシリーズ [-RED-] Paint the town red                                          | 小野田翔（菊池幸利）、久慈川悠人（長谷川芳明）、名積ルカ（河本啓佑） | 「Impact」                                                       | キャラクターCD『VAZZROCK』関連曲                          |
| 11月20日 | VAZZROCK ユニットソング4 ROCK DOWN vol.2 -The adventure begins here.-                      | ROCK DOWN                                                            | 「月影小唄」 「Go Dash」 「JEWEL PRINCESS」                      | キャラクターCD『VAZZROCK』関連曲                          |
| 2021年   |                                                                                            |                                                                      |                                                                  |                                                           |
| 1月29日  | VAZZROCK COLORシリーズ [-GREEN-] Get the green light                                       | ROCK DOWN                                                            | 「World Tree」                                                   | キャラクターCD『VAZZROCK』関連曲                          |
| 5月28日  | VAZZROCK bi-colorシリーズ3rdシーズン3 久慈川悠人-sapphire×morganite- Enjoy the holidays!   | 久慈川悠人（長谷川芳明）                                             | 「冰凛」                                                         | キャラクターCD『VAZZROCK』関連曲                          |
| 5月28日  | VAZZROCK bi-colorシリーズ3rdシーズン3 久慈川悠人-sapphire×morganite- Enjoy the holidays!   | 久慈川悠人（長谷川芳明）、名積ルカ（河本啓佑）                       | 「Boogie Woogie SAMURAI」                                        | キャラクターCD『VAZZROCK』関連曲                          |
| 5月28日  | VAZZROCK LIVE 2020 特典CD                                                                  | VAZZY、ROCK DOWN                                                     | 「Dear Dreamer,」                                                | キャラクターCD『VAZZROCK』関連曲                          |
| 5月28日  | VAZZROCK LIVE 2020 Amazon特典CD                                                            | ROCK DOWN                                                            | 「Dear Dreamer,」                                                | キャラクターCD『VAZZROCK』関連曲                          |
| 7月30日  | VAZZROCK bi-colorシリーズ3rdシーズン5 築二葉-topaz×sapphire- 世界で一番身近なライバル      | 築二葉（白井悠介）、久慈川悠人（長谷川芳明）                         | 「Sound of Synchronicity」                                       | キャラクターCD『VAZZROCK』関連曲                          |
| 11月26日 | VAZZROCK ユニットソング6 ROCK DOWN vol.3 -Former Hero:Active Hero-                         | ROCK DOWN                                                            | 「étrangère -砂海の魔術師-」 「Diamond Stars」 「Smile For You」 | キャラクターCD『VAZZROCK』関連曲                          |
| 12月2日  | 斬心-無形ノ八重-                                                                           | 久慈川悠人（長谷川芳明）                                             | 「斬心-無形ノ八重-」                                             | ツキプロ合同舞台『斬心』主題歌                            |
| 2022年   |                                                                                            |                                                                      |                                                                  |                                                           |
| 8月26日  | VAZZROCK bi-colorシリーズ4thシーズン2 小野田 翔×久慈川悠人-diamond×sapphire- Just tell me. | 久慈川悠人（長谷川芳明）                                             | 「ハニー・ムーンと痛み分け」                                     | キャラクターCD『VAZZROCK』関連曲                          |
| 8月26日  | VAZZROCK bi-colorシリーズ4thシーズン2 小野田 翔×久慈川悠人-diamond×sapphire- Just tell me. | 小野田翔（菊池幸利）、久慈川悠人（長谷川芳明）                       | 「Joker de Tristesse」 「百日紅」                                | キャラクターCD『VAZZROCK』関連曲                          |
| 10月7日  | VAZZROCK THE ANIMATION OP「Asterism⁂」                                                     | ROCK DOWN                                                            | 「Asterism⁂」                                                    | テレビアニメ『VAZZROCK THE ANIMATION』主題歌              |
| 10月28日 | VAZZROCK THE ANIMATION エンディングテーマCD vol.2                                          | 久慈川悠人（長谷川芳明）                                             | 「Passion Groove!」                                              | テレビアニメ『VAZZROCK THE ANIMATION』エンディングテーマ  |
| 12月30日 | 月花神楽                                                                                   | ROCK DOWN                                                            | 「月花神楽 -牡丹-」                                              | キャラクターCD『VAZZROCK』関連曲                          |
| 2023年   |                                                                                            |                                                                      |                                                                  |                                                           |
| 7月28日  | VAZZROCK THE ANIMATION 第7巻 特典CD                                                        | VAZZY、ROCK DOWN                                                     | 「I can’t stop dancing!」                                        | テレビアニメ『VAZZROCK THE ANIMATION』エンディングテーマ  |
| 2024年   |                                                                                            |                                                                      |                                                                  |                                                           |
| 2月23日  | VAZZROCK ユニットソング8 ROCK DOWN vol.4 -There are many ways to go.-                      | ROCK DOWN                                                            | 「REVOLUTION」 「覚醒Meteor Striker」 「Everything to me」       | キャラクターCD『VAZZROCK』関連曲                          |

### シリーズ一覧
1. ↑  第1期（2014年）、第2期第1クール『第弐期』（2017年）、第2期第2クール『第弐期その弐』（2018年）
2. ↑  第1期（2015年）、第2期（2019年）
3. ↑  第2期『ギアースクライシス編』（2016年）、第3期『ストライドゲート編』（2016年）、第4期『NEXT』（2016年 - 2017年）、第5期『Z』（2017年 - 2018年）
4. ↑  第1期（2017年）、第2期『2nd Season』（2022年）
5. ↑  SEASON1（2017年 - 2018年）、SEASON2（2023年）
6. ↑  第1クール（2020年）、第2クール（2021年）
7. ↑  第1期（2021年）、第2期（2023年）
8. ↑  第1期（2024年）、第2期（2025年）

### ユニットメンバー
1. ↑  安城トコハ（相羽あいな）、江西サトル（長谷川芳明）、岡崎クミ（佐々木未来）
2. 1 2 3 4 5 6 7 8 9 10 11  小野田翔（菊池幸利）、久慈川悠人（長谷川芳明）、天羽玲司（佐藤拓也）、立花歩（坂泰斗）、大黒岳（増元拓也）、名積ルカ（河本啓佑）
3. 1 2  眞宮孝明（新垣樽助）、吉良凰香（小林裕介）、築一紗（山中真尋）、築二葉（白井悠介）、大山直助（笹翼）、白瀬優馬（堀江瞬）